# Homophonie (Musik)
Homophonie, auch in der Schreibweise Homofonie (griechisch homophōnía, „Gleichklang“), ist die Bezeichnung für eine mehrstimmige musikalische Satzweise, die in zwei charakteristischen Ausprägungen auftritt:
- Beim Akkordsatz (homophoner Satz) sind alle Stimmen rhythmisch gleich (homorhythmisch) oder fast gleich gebildet, so dass die Musik im Wesentlichen als Aufeinanderfolge von Akkorden erscheint. Der vierstimmige Choralsatz ist hierfür ein Musterbeispiel.
- Beim Melodiesatz wird eine melodische Hauptstimme (meist die Oberstimme) akkordisch oder von Nebenstimmen im Sinne eines Akkordgefüges begleitet.

Im Gegensatz dazu sind die Stimmen im polyphonen Tonsatz (kurz polyphoner Satz, von griechisch polyphonos, „vielstimmig“) rhythmisch selbständiger. Unter Umständen können dabei mehrere Stimmen ein melodisches Eigenleben entfalten.
Die (notierte) Homophonie kam im Frühbarock um 1600 auf und geht einher mit der Entstehung der Oper. Der Text des Gesangs sollte für die Menschen verständlich sein, was bei der polyphonen Musik nicht gut möglich war. Aus der nicht „mehr kontrapunktischen und noch nicht tonartlich gebundenen“ Homophonie entwickelte sich der monodische Stil. Dazu gehört auch der Generalbass.
Musiktheoretisch betrachtet sind weite Teile der modernen Musik ebenfalls als homophon einzustufen, so etwa die Rockmusik mit der begleitenden Rhythmusgruppe (Bass, Schlagzeug, Rhythmusgitarre, Keyboard) und den führenden Melodiestimmen von Leadgitarre und Gesang.